# Ledley King
Ledley Brenton King (Bow, 12 ottobre 1980) è un dirigente sportivo, allenatore di calcio ed ex calciatore inglese di origini giamaicane.
Per tutta la sua carriera ha giocato con la maglia del Tottenham, vincendo una coppa di lega durante la stagione 2007-2008.

## Caratteristiche
King era un difensore centrale che poteva adattarsi anche nel ruolo di mediano.
A causa di problemi cronici alle ginocchia, non è mai riuscito a giocare ed allenarsi con continuità.

## Carriera

### Club
King è entrato a far parte del settore giovanile del Tottenham nel 1995 e ha debuttato in prima squadra il 1º maggio 2000 contro il Liverpool. Durante la stagione 2000-2001 è diventato titolare e, tra il 2008 e il 2009, è stato anche capitano degli Spurs. Il 24 febbraio 2008 ha vinto il suo unico trofeo in carriera, la Coppa di lega inglese, sconfiggendo in finale i rivali cittadini del Chelsea.
Il 19 luglio 2012 ha annunciato il suo ritiro dal calcio giocato a causa dei problemi cronici alle ginocchia.

### Nazionale
King ha fatto il suo esordio con la nazionale inglese il 27 marzo 2002, nell'amichevole persa per 1-2 contro l'Italia. Il 18 febbraio 2004 ha segnato il suo primo gol con la maglia dei Tre Leoni, nel pareggio per 1-1 contro il Portogallo. Prima di lasciare la nazionale nel 2010, ha partecipato ad un Campionato europeo e un Campionato mondiale.

### Dirigente
Dopo il ritiro, King è rimasto al Tottenham in qualità di ambasciatore.
Tra l'agosto del 2020 e il gennaio del 2021 è stato assistente tecnico di José Mourinho.

## Statistiche

### Presenze e reti nei club
| Stagione         | Squadra          | Campionato       | Campionato | Campionato | Coppe nazionali | Coppe nazionali | Coppe nazionali | Coppe continentali | Coppe continentali | Coppe continentali | Altre coppe | Altre coppe | Altre coppe | Totale | Totale |
| Stagione         | Squadra          | Comp             | Pres       | Reti       | Comp            | Pres            | Reti            | Comp               | Pres               | Reti               | Comp        | Pres        | Reti        | Pres   | Reti   |
| ---------------- | ---------------- | ---------------- | ---------- | ---------- | --------------- | --------------- | --------------- | ------------------ | ------------------ | ------------------ | ----------- | ----------- | ----------- | ------ | ------ |
| gen.- giu. 2000  | Tottenham        | PL               | 4          | 0          | FACup+CdL       | 0+0             | 0+0             | -                  | -                  | -                  | -           | -           | -           | 4      | 0      |
| 2000-2001        | Tottenham        | PL               | 18         | 1          | FACup+CdL       | 5+0             | 1+0             | -                  | -                  | -                  | -           | -           | -           | 23     | 2      |
| 2001-2002        | Tottenham        | PL               | 32         | 0          | FACup+CdL       | 3+7             | 0+1             | -                  | -                  | -                  | -           | -           | -           | 42     | 1      |
| 2002-2003        | Tottenham        | PL               | 25         | 0          | FACup+CdL       | 1+0             | 0+0             | -                  | -                  | -                  | -           | -           | -           | 26     | 0      |
| 2003-2004        | Tottenham        | PL               | 29         | 1          | FACup+CdL       | 3+3             | 1+0             | -                  | -                  | -                  | -           | -           | -           | 35     | 2      |
| 2004-2005        | Tottenham        | PL               | 38         | 2          | FACup+CdL       | 5+4             | 1+0             | -                  | -                  | -                  | -           | -           | -           | 47     | 3      |
| 2005-2006        | Tottenham        | PL               | 26         | 3          | FACup+CdL       | 0+1             | 0+0             | -                  | -                  | -                  | -           | -           | -           | 27     | 3      |
| 2006-2007        | Tottenham        | PL               | 21         | 0          | FACup+CdL       | 0+0             | 0+0             | CU                 | 6                  | 0                  | -           | -           | -           | 27     | 0      |
| 2007-2008        | Tottenham        | PL               | 4          | 0          | FACup+CdL       | 1+3             | 0+0             | CU                 | 2                  | 0                  | -           | -           | -           | 10     | 0      |
| 2008-2009        | Tottenham        | PL               | 24         | 1          | FACup+CdL       | 0+2             | 0+0             | CU                 | 3                  | 0                  | -           | -           | -           | 29     | 1      |
| 2009-2010        | Tottenham        | PL               | 20         | 2          | FACup+CdL       | 1+0             | 0+0             | -                  | -                  | -                  | -           | -           | -           | 21     | 2      |
| 2010-2011        | Tottenham        | PL               | 6          | 0          | FACup+CdL       | 0+0             | 0+0             | UCL                | 3                  | 0                  | -           | -           | -           | 9      | 0      |
| 2011-2012        | Tottenham        | PL               | 21         | 0          | FACup+CdL       | 2+0             | 0+0             | -                  | -                  | -                  | -           | -           | -           | 23     | 0      |
| Totale Tottenham | Totale Tottenham | Totale Tottenham | 268        | 10         |                 | 41              | 4               |                    | 14                 | 0                  |             | 0           | 0           | 323    | 14     |
| Totale carriera  | Totale carriera  | Totale carriera  | 268        | 10         |                 | 41              | 4               |                    | 14                 | 0                  |             | 0           | 0           | 323    | 14     |

### Presenze e reti in nazionale
| Cronologia completa delle presenze e delle reti in nazionale ― Inghilterra | Cronologia completa delle presenze e delle reti in nazionale ― Inghilterra | Cronologia completa delle presenze e delle reti in nazionale ― Inghilterra | Cronologia completa delle presenze e delle reti in nazionale ― Inghilterra | Cronologia completa delle presenze e delle reti in nazionale ― Inghilterra | Cronologia completa delle presenze e delle reti in nazionale ― Inghilterra | Cronologia completa delle presenze e delle reti in nazionale ― Inghilterra | Cronologia completa delle presenze e delle reti in nazionale ― Inghilterra |
| Data                                                                       | Città                                                                      | In casa                                                                    | Risultato                                                                  | Ospiti                                                                     | Competizione                                                               | Reti                                                                       | Note                                                                       |
| -------------------------------------------------------------------------- | -------------------------------------------------------------------------- | -------------------------------------------------------------------------- | -------------------------------------------------------------------------- | -------------------------------------------------------------------------- | -------------------------------------------------------------------------- | -------------------------------------------------------------------------- | -------------------------------------------------------------------------- |
| 27-3-2002                                                                  | Leeds                                                                      | Inghilterra                                                                | 1 – 2                                                                      | Italia                                                                     | Amichevole                                                                 | -                                                                          | 46’                                                                        |
| 12-2-2003                                                                  | Londra                                                                     | Inghilterra                                                                | 1 – 3                                                                      | Australia                                                                  | Amichevole                                                                 | -                                                                          | 46’                                                                        |
| 18-2-2004                                                                  | Faro                                                                       | Portogallo                                                                 | 1 – 1                                                                      | Inghilterra                                                                | Amichevole                                                                 | 1                                                                          |                                                                            |
| 1-6-2004                                                                   | Manchester                                                                 | Inghilterra                                                                | 1 – 1                                                                      | Giappone                                                                   | Amichevole                                                                 | -                                                                          | 88’                                                                        |
| 5-6-2004                                                                   | Manchester                                                                 | Inghilterra                                                                | 6 – 1                                                                      | Islanda                                                                    | Amichevole                                                                 | -                                                                          | 46’                                                                        |
| 13-6-2004                                                                  | Lisbona                                                                    | Francia                                                                    | 2 – 1                                                                      | Inghilterra                                                                | Euro 2004 - 1º turno                                                       | -                                                                          |                                                                            |
| 21-6-2004                                                                  | Lisbona                                                                    | Croazia                                                                    | 2 – 4                                                                      | Inghilterra                                                                | Euro 2004 - 1º turno                                                       | -                                                                          | 69’                                                                        |
| 18-8-2004                                                                  | Newcastle                                                                  | Inghilterra                                                                | 3 – 0                                                                      | Ucraina                                                                    | Amichevole                                                                 | -                                                                          |                                                                            |
| 4-9-2004                                                                   | Vienna                                                                     | Austria                                                                    | 2 – 2                                                                      | Inghilterra                                                                | Qual. Mondiali 2006                                                        | -                                                                          |                                                                            |
| 8-9-2004                                                                   | Chorzów                                                                    | Polonia                                                                    | 1 – 2                                                                      | Inghilterra                                                                | Qual. Mondiali 2006                                                        | -                                                                          |                                                                            |
| 9-10-2004                                                                  | Manchester                                                                 | Inghilterra                                                                | 2 – 0                                                                      | Galles                                                                     | Qual. Mondiali 2006                                                        | -                                                                          | 87’                                                                        |
| 30-3-2005                                                                  | Newcastle                                                                  | Inghilterra                                                                | 2 – 0                                                                      | Azerbaigian                                                                | Qual. Mondiali 2006                                                        | -                                                                          | 78’                                                                        |
| 8-10-2005                                                                  | Manchester                                                                 | Inghilterra                                                                | 1 – 0                                                                      | Austria                                                                    | Qual. Mondiali 2006                                                        | -                                                                          | 62’                                                                        |
| 12-10-2005                                                                 | Manchester                                                                 | Inghilterra                                                                | 2 – 1                                                                      | Polonia                                                                    | Qual. Mondiali 2006                                                        | -                                                                          |                                                                            |
| 12-11-2005                                                                 | Ginevra                                                                    | Argentina                                                                  | 2 – 3                                                                      | Inghilterra                                                                | Amichevole                                                                 | -                                                                          | 58’                                                                        |
| 1-3-2006                                                                   | Liverpool                                                                  | Inghilterra                                                                | 2 – 1                                                                      | Uruguay                                                                    | Amichevole                                                                 | -                                                                          | 46’                                                                        |
| 7-10-2006                                                                  | Manchester                                                                 | Inghilterra                                                                | 0 – 0                                                                      | Macedonia                                                                  | Qual. Euro 2008                                                            | -                                                                          |                                                                            |
| 1-6-2007                                                                   | Londra                                                                     | Inghilterra                                                                | 1 – 1                                                                      | Brasile                                                                    | Amichevole                                                                 | -                                                                          |                                                                            |
| 6-6-2007                                                                   | Tallinn                                                                    | Estonia                                                                    | 0 – 3                                                                      | Inghilterra                                                                | Qual. Euro 2008                                                            | -                                                                          |                                                                            |
| 24-5-2010                                                                  | Londra                                                                     | Inghilterra                                                                | 3 – 1                                                                      | Messico                                                                    | Amichevole                                                                 | 1                                                                          |                                                                            |
| 12-6-2010                                                                  | Rustenburg                                                                 | Stati Uniti                                                                | 1 – 1                                                                      | Inghilterra                                                                | Mondiali 2010 - 1º turno                                                   | -                                                                          | 46’                                                                        |
| Totale                                                                     |                                                                            | Presenze                                                                   | 21                                                                         |                                                                            | Reti                                                                       | 2                                                                          |                                                                            |

## Palmarès
- Coppa di Lega inglese: 1

Tottenham: 2007-2008